# James Wilson (fotbalista, 1995)
James Anthony Wilson (* 1. prosince 1995) je anglický profesionální fotbalový útočník, který hraje v klubu Brighton & Hove Albion, kde je na hostování z Manchesteru United. Reprezentant Anglie v kategoriích U16, U19, U20 a U21.